# Emmett Hunter
Emmett Hunter auch Emmett Hunter III (* 1991 in den USA) ist ein US-amerikanischer Schauspieler in Film und Fernsehen.

## Leben und Karriere
Emmett Hunter begann seine Darstellerlaufbahn im Fernsehen im Jahre 2013 als junger Schauspieler mit einem Auftritt in der Serie Burn Notice. In den darauffolgenden Jahren spielte er unter anderem Rollen in verschiedenen populären Serien wie Atlanta, Bloodline, Stan Against Evil, Homeland, Ich bin Frankie, Madam Secretary, David Makes Man, American Horror Story, der AMC-Serie Better Call Saul in der Rolle des Bryan, in Stargirl oder in Criminal Minds. 2022 sah man ihn dann als Captain Renwick in einer der Hauptrollen der AMC+ Fernsehminiserie Fear the Walking Dead: Dead in the Water an der Seite von Nick Stahl.
Im Jahr 2017 hatte er zwischenzeitlich auch sein Kinodebüt als Schauspieler in dem Filmdrama The Turnaround gegeben. Es folgten weitere Auftritte in Filmproduktionen wie Fade Away, The Flea oder The Fallers.
Neben seinen Kino- und Fernsehrollen wirkte Hunter seit 2014 auch in einigen Kurzfilmen mit.

## Filmografie (Auswahl)

### Kino
- 2017: The Turnaround
- 2018: Fade Away
- 2019: The Flea
- 2020: The Fallers

### Fernsehen
- 2013: Burn Notice (Fernsehserie, 1 Episode)
- 2014: Hit Women (Fernsehserie, 1 Episode)
- 2016: Atlanta (Fernsehserie, 2 Episoden)
- 2017: Bloodline (Fernsehserie, 1 Episode)
- 2017–2018: Stan Against Evil (Fernsehserie, 4 Episoden)
- 2018: Homeland (Fernsehserie, 1 Episode)
- 2018: Ich bin Frankie (Fernsehserie, 1 Episode)
- 2019: Madam Secretary (Fernsehserie, 1 Episode)
- 2019: David Makes Man (Fernsehserie, 1 Episode)
- 2020: To Each His Own (Fernsehserie, 3 Episoden)
- 2020: Cake: The Series (Fernsehserie, 2 Episoden)
- 2020: EDEN (Fernsehserie, 1 Episode)
- 2021: Tell Me Your Secrets (Fernsehserie, 1 Episode)
- 2021: American Horror Story (Fernsehserie, 1 Episode)
- 2022: Love Afloat (Fernsehfilm)
- 2022: Fear the Walking Dead: Dead in the Water (Fernsehminiserie, 4 Episoden)
- 2022: Better Call Saul (Fernsehserie, 4 Episoden)
- 2022: Stargirl (Fernsehserie, 1 Episode)
- 2024: Criminal Minds (Fernsehserie, 1 Episode)

### Kurzfilme
- 2014: Between the Crossroads
- 2015: Three Shirts and a Bra
- 2020: Ice Cream
- 2021: Piece
- 2022: Diabolical IV